# 新安站 (曲靖市)
新安站是位于中华人民共和国云南省曲靖市师宗县丹凤街道新安村的一个铁路车站，建于1997年，目前为五等站，隶属中国铁路昆明局集团管辖，西距昆明站201公里，东距威舍站107公里，南宁站627公里。该站仅办理昆明站与红果站间普慢列车的旅客乘降；不办理货运业务。

## 邻近车站
1. ↑  铁道部电子计算技术中心, 铁道部运输局. . 北京: 中国铁道出版社. 1998: 116. ISBN 9787113030995.